# جاكسون مور
جاكسون مور (بالإنجليزية: Jackson Moore)‏ هو عازف جاز أمريكي، ولد في 1976.

## وصلات خارجية
- جاكسون مور على موقع ميوزك برينز (الإنجليزية)
- جاكسون مور على موقع ديسكوغز (الإنجليزية)